# Escora-Gebäude
Das Escora-Gebäude ist ein neoklassizistisches Bauwerk in der Rosenauer Straße 27 in Coburg. Der älteste Gebäudeteil wurde 1914 errichtet und war Sitz der ehemaligen Miederfabrik Escora. Das Gebäude wird als Baudenkmal in der Bayerischen Denkmalliste geführt.

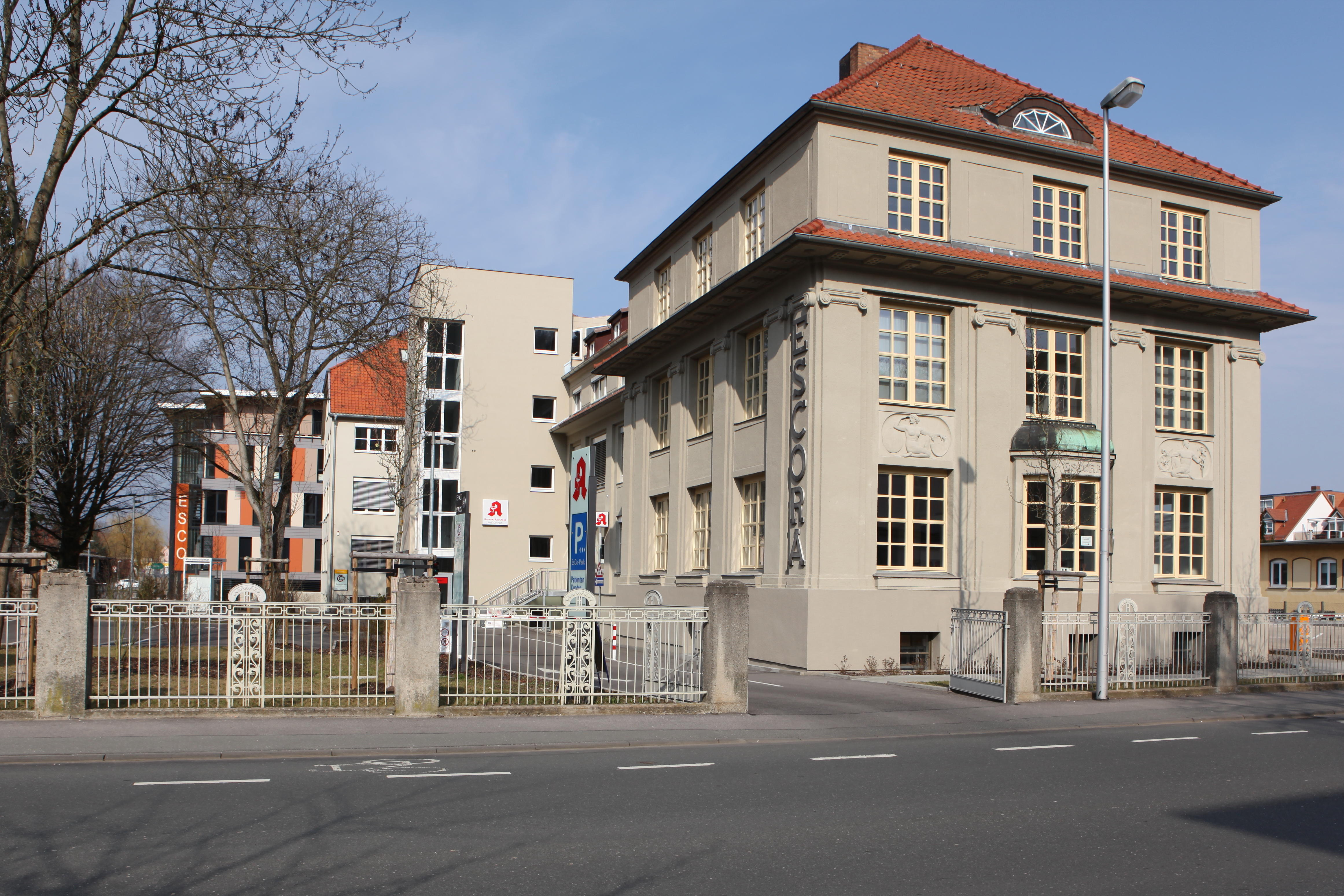
Esco-Park Coburg

## Gebäude

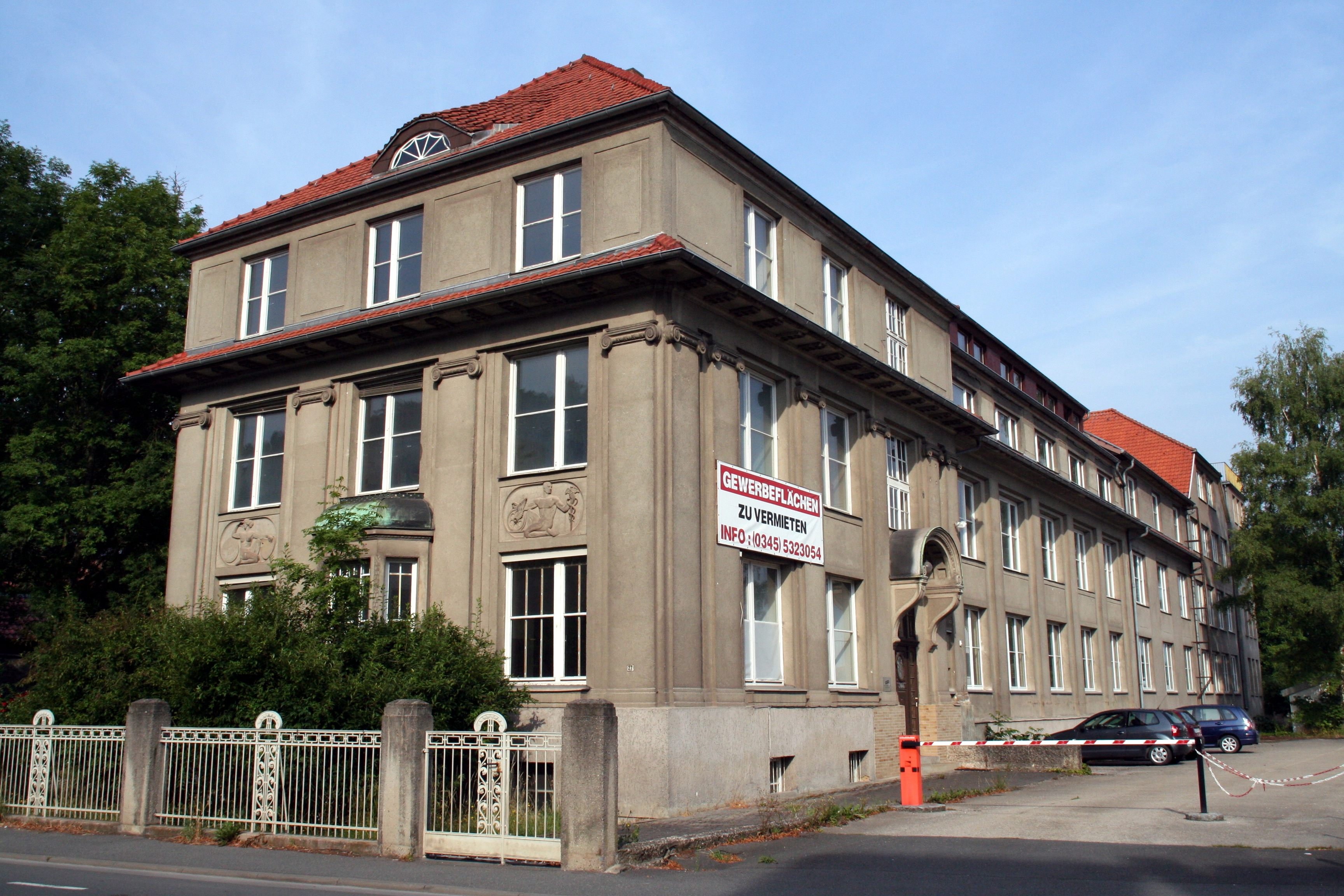
Escora-Gebäude, 2008

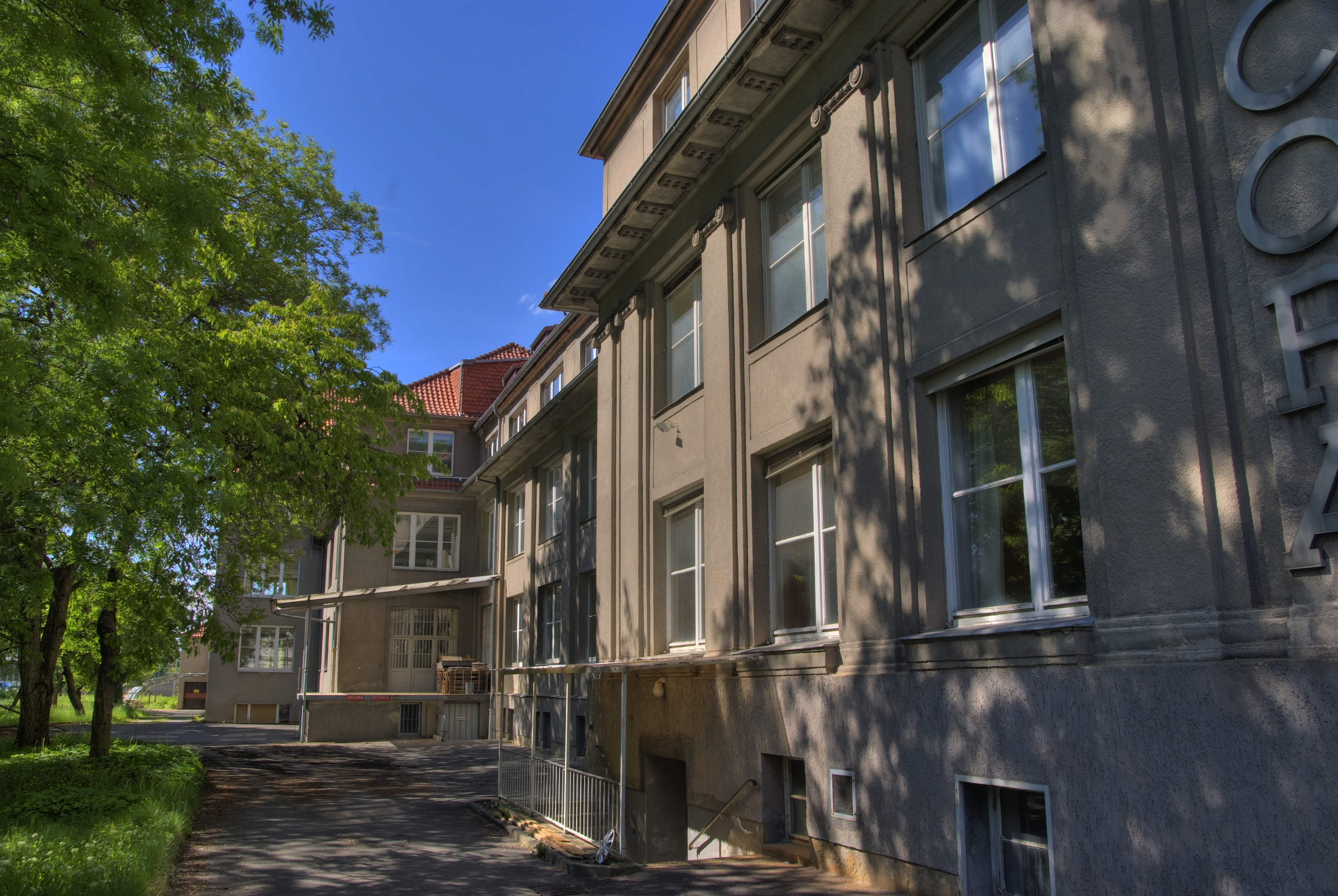
Süd-West-Fassade, 2009

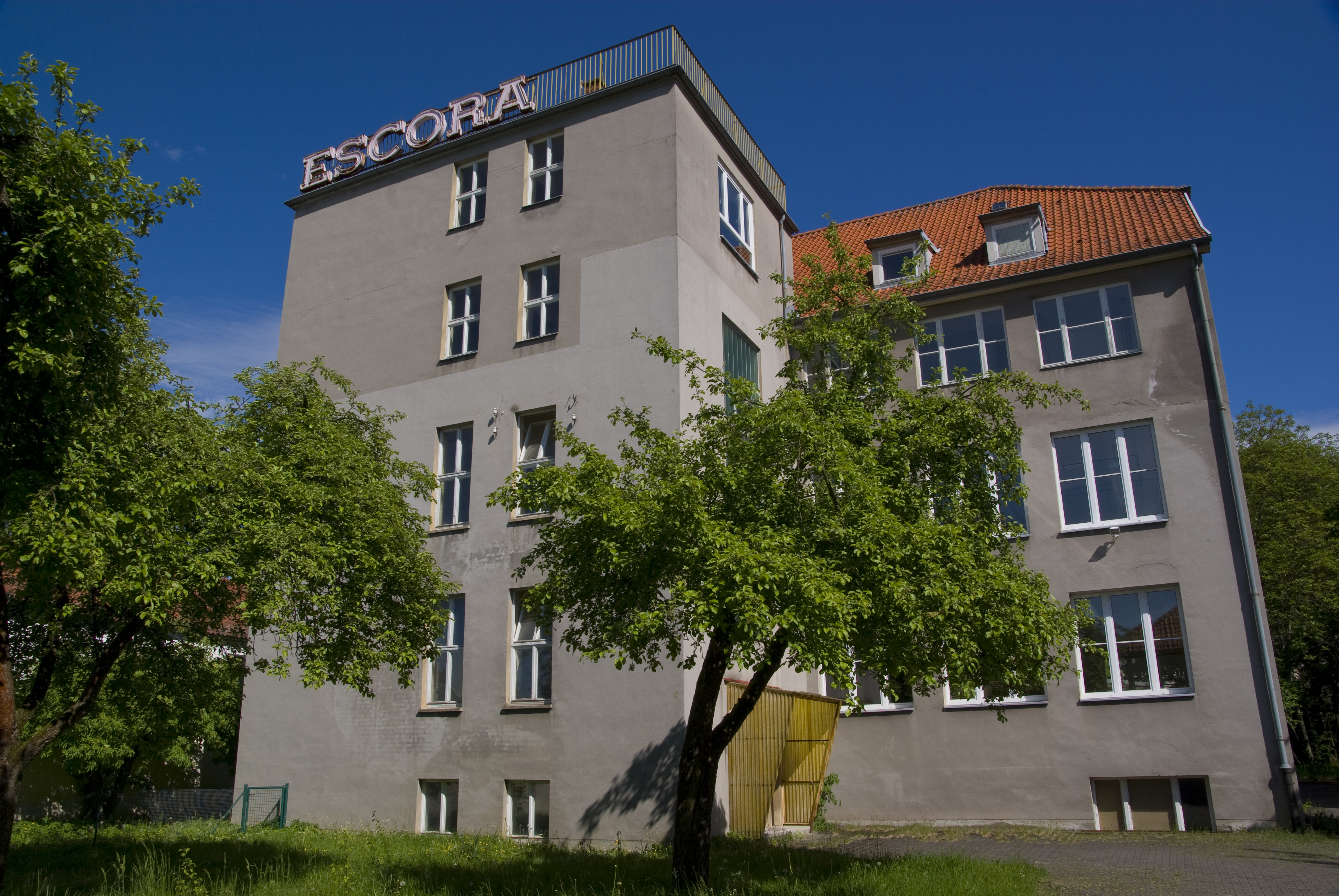
Nord-West-Fassade, Treppenhaus, 2009

Der etwa 70 Meter lange Gebäudekomplex besteht aus drei Abschnitten. Den quadratischen Kopfbau sowie den anschließenden, rechteckigen Gebäudeabschnitt errichtete 1914 der Coburger Maurermeister und Architekt Paul Schaarschmidt. 1938 folgte eine Verlängerung des Fabrikgebäudes durch einen quadratischen Anbau. 1955 kam die letzte Erweiterung mit einem Flachdach und einem weiteren Treppenhaus zur Ausführung. Dieser Teil wurde 1968 aufgestockt und erhielt ein Walmdach.
Der dreigeschossige und dreiachsige Kopfbau des ersten Bauabschnittes besitzt ein Walmdach. Die Fassade des neuklassizistischen Gebäudes ist durch einen umlaufenden Fußwalm sowie kolossale ionische Pilaster strukturiert. Die Straßenfassade ist zusätzlich durch einen mittig angeordneten, dreiseitigen Erdgeschosserker, eine Fledermausgaube und Reliefs in den Fensterbrüstungen gekennzeichnet. Auf der Ostseite ist der Eingang mit einem korbbogigen Volutendach auf Konsolen angeordnet, auf der Westseite wurde nachträglich der Firmenname auf einem Pilaster angebracht. Das Grundstück wird durch einen markanten Pfeilergitterzaun mit Jugendstilornamenten abgeschlossen.

## Unternehmensgeschichte
Am 20. August 1862 gründete der Schneidermeister Johann Elias Gottlob Schmidt das Unternehmen E. Schmidt, Spitalgasse 14 zu Coburg. Das Unternehmen fertigte insbesondere Korsetts und wurde auf der Gewerbeausstellung in Kassel 1870 und der Wiener Weltausstellung 1873 für seine Produkte ausgezeichnet. Nachfolger von Elias Schmidt, der 1893 starb, waren ab 1881 sein Sohn Eduard und sein Schwiegersohn, der Kaufmann Leonardo Enders, die sich aber 1894 trennten. Leonardo Enders führte das Unternehmen später als Corset-Fabrik L. Enders weiter. Eduard Schmidt gründete zusammen mit seinem Sohn Gustav eine eigene Unternehmung, die sich mit Neuerungen in der Miederwarenfabrikation einen Namen machte. 1904 folgte Gustav Schmidt in der Unternehmensleitung. Er ließ 1914 in der Rosenauer Straße ein neues Fabrikgebäude bauen. Zusammen mit seiner Frau Erna entwickelte Gustav Schmidt eine Vielzahl von Corseletts und Büstenheben und steigerte mit dem Markennamen Escora (Eduard Schmidt Coburg Raritäten) den Umsatz der Eduard Schmidt GmbH. Der erste Erweiterungsbau in der Rosenauer Straße wurde 1938 errichtet. 1953 übernahmen die Söhne Eduard und Hans-Egon Schmidt die Geschäftsleitung. Eduard (* 1. Februar 1905 in Coburg; † 20. Januar 1978 in Bamberg) war 1945 kommissarischer Landrat und von 1948 bis 1970 Präsident der Industrie- und Handelskammer zu Coburg. In den folgenden Jahrzehnten produzierte Escora vor allem Bademoden und Damenunterwäsche. In den 1980er Jahren führte steigender Preisdruck zu einem Rückgang der Geschäfte. 1994 ging das Unternehmen in Konkurs. Monika Rieker, österreichische Unternehmerin und Eigentümer der Rieker Karl Strickwaren GmbH, erwarb 1995 Escora und ließ noch bis 2002 Miederwaren in Coburg produzieren. Das Fabrikgebäude stand ab 1996 leer und wurde nach einem Verkauf zwischen 2009 und 2010 zu einem Bürogebäude und Ärztezentrum umgebaut.